# صوت السماء
صوت السماء (باليابانية: ソ・ラ・ノ・ヲ・ト، بالروماجي:  So Ra No Wo To) هو مسلسل أنمي ياباني تلفزيوني من إنتاج استوديو أيه-1 بكتشرز، ومن إخراج مامورو كانبي. عرض الأنمي في 4 يناير عام 2010 واستمر عرض حتى 22 مارس عام 2010، على تلفزيون طوكيو، وتكون من 12 حلقة.

## القصة
تدور أحداث القصة عن فتاة تدعى كاناتا، التي أنقذت عندما كانت طفلة صغيرة على يد جندية، وبسبب تأثير تلك الجندية عليها، انضمت إلى الجيش وصممت على ان تصبح عازفة بوق فيه.

## الشخصيات
كاناتا سورامي (باليابانية: 空深 彼方، بالروماجي: Sorami Kanata)
مؤدية الصوت: هيساكو كانيموتو
ريو كازوميا (باليابانية: 和宮 梨旺، بالروماجي: Kazumiya Rio)
مؤدية الصوت: يو كوباياشي
فيليشيا هايدمان (باليابانية: フィリシア・ハイデマン، بالروماجي: Firishia Haideman)
مؤدية الصوت: أيا إندو
كوريها سومينويا (باليابانية: 墨埜谷 暮羽، بالروماجي: Suminoya Kureha)
مؤدية الصوت: إيري كيتامورا
نويل كاناغي (باليابانية: 寒凪 乃絵留، بالروماجي: Kannagi Noeru)
مؤدية الصوت: آوي يوكي
يومينا (باليابانية: ユミナ، بالروماجي: Yumina)
مؤدية الصوت: ميساتو فوكوين
كراوس (باليابانية: クラウス، بالروماجي: Kurausu)
مؤدي الصوت: أونشو إيشيزوكا
ناومي (باليابانية: ナオミ، بالروماجي: naomi)
مؤدية الصوت: مايونو يوسوكاوا
ميشيو (باليابانية: ミシオ، بالروماجي: Mishio)
مؤدية الصوت: مايوكو تاكاهاشي
سايا (باليابانية: セイヤ، بالروماجي: seiya)
مؤدية الصوت: مانا هيراتا
إيريا أروكاديا (باليابانية: イリア・アルカディア، بالروماجي: Iria Arukadia)
مؤدية الصوت: ريوكو أونو
أيشا أرودورا (باليابانية: アーイシャ・アルドーラ، بالروماجي: Āisha Arudōra)
مؤدية الصوت: نامي مياهارا
شوكو (باليابانية: シュコ، بالروماجي: Shuko)
مؤدي الصوت: Northern white-faced owl
العقيد هوبكنز (باليابانية: ホプキンス، بالروماجي: Hopukinsu)
مؤدي الصوت: ناويا أوتشيدا

## وصلات خارجية
- الموقع الرسمي (باليابانية)
- صوت السماء عند تلفزيون طوكيو (باليابانية)
- موقع الرواية المرئية الرسمي (باليابانية)
- صوت السماء على موقع IMDb (الإنجليزية)
- صوت السماء على موقع قاعدة بيانات الفيلم (الإنجليزية)
- صوت السماء على موقع ANN anime (الإنجليزية)